# Perfect (bài hát của Ed Sheeran)
"Perfect" là bài hát của ca sĩ nhạc sĩ người Anh Ed Sheeran, nằm trong album phòng thu thứ ba của anh mang tên ÷ (2017). Sau khi album ra mắt, bài hát đạt vị trí thứ 4 trên UK Singles Chart dù không phải đĩa đơn chính thức vào thời điểm đó. Vào ngày 21 tháng 8 năm 2017, Billboard cho biết "Perfect" sẽ là đĩa đơn thứ tư trong album ÷.

## Thông tin bài hát
"Perfect" là bản ballad lãng mạn được viết riêng cho Cherry Seaborn, người bạn gái của Sheeran và là bài hát anh hy vọng sẽ trở thành một trong những bài hát khẳng định tên tuổi của anh cũng như là 'nhạc nền cho hàng nghìn điệu nhảy đầu tiên trước khi năm nay kết thúc'.
Trong cuộc phỏng vấn với Zane Lowe, anh cho rằng mình 'đánh bại "Thinking Out Loud" bởi tôi biết bài hát đó sẽ khẳng định tên tuổi tôi...Còn với "Perfect", tôi nghĩ tôi cần phải viết bản tình ca hay nhất trong sự nghiệp'.
Sheeran tiết lộ rằng niềm cả hứng của ca khúc chợt đến với anh sau chuyến ghé thăm nhà của James Blunt. Tại đây anh và Blunt nghe nhạc của rapper Future.

## Xếp hạng
| Bảng xếp hạng (2017)                            | Vị trí cao nhất |
| ----------------------------------------------- | --------------- |
| Úc (ARIA)                                       | 6               |
| Áo (Ö3 Austria Top 40)                          | 15              |
| Canada (Canadian Hot 100)                       | 14              |
| Cộng hòa Séc (Singles Digitál Top 100)          | 8               |
| Đan Mạch (Tracklisten)                          | 12              |
| Euro Digital Songs (Billboard)                  | 10              |
| Pháp (SNEP)                                     | 43              |
| Trường songid là BẮT BUỘC CHO BẢNG XẾP HẠNG ĐỨC | 13              |
| Hungary (Single Top 40)                         | 34              |
| Hungary (Stream Top 40)                         | 14              |
| Ireland (IRMA)                                  | 7               |
| Ý (FIMI)                                        | 18              |
| Malaysia (RIM)                                  | 7               |
| Hà Lan (Single Top 100)                         | 8               |
| Na Uy (VG-lista)                                | 21              |
| New Zealand (Recorded Music NZ)                 | 6               |
| Philippines (Philippine Hot 100)                | 47              |
| Bồ Đào Nha (AFP)                                | 12              |
| Scotland (OCC)                                  | 7               |
| Slovakia (Rádio Top 100)                        | 42              |
| Slovakia (Singles Digitál Top 100)              | 8               |
| Tây Ban Nha (PROMUSICAE)                        | 35              |
| Thụy Điển (Sverigetopplistan)                   | 18              |
| Thụy Sĩ (Schweizer Hitparade)                   | 7               |
| Anh Quốc (OCC)                                  | 4               |
| Hoa Kỳ Billboard Hot 100                        | 37              |

## Chứng nhận
| Quốc gia | Chứng nhận | Số đơn vị/doanh số chứng nhận |
| --- | ---------- | ----------------------------- |
| Úc (ARIA) | Bạch kim   | 70.000‡                       |
| Canada (Music Canada) | Vàng       | 0‡                            |
| Đan Mạch (IFPI Đan Mạch) | Vàng       | 45.000‡                       |
| Ý (FIMI) | Vàng       | 25.000‡                       |
| New Zealand (RMNZ) | Vàng       | 15.000‡                       |
| Thụy Điển (GLF) | Bạch kim   | 40.000‡                       |
| Anh Quốc (BPI) | Vàng       | 400.000‡                      |
| * Chứng nhận dựa theo doanh số tiêu thụ. ^ Chứng nhận dựa theo doanh số nhập hàng. ‡ Chứng nhận dựa theo doanh số tiêu thụ và phát trực tuyến. |            |                               |